# Чемпіонат Південної Америки з футболу 1947
Чемпіонат Південної Америки з футболу 1947 року — двадцятий розіграш головного футбольного турніру серед національних збірних Південної Америки.
Турнір вперше відбувався у Еквадорі з 30 листопада по 31 грудня 1947 року. Всі матчі пройшли на Естадіо Джородж Кепвелл у місті Гуаякіль. Переможцем вдев'яте стала збірна Аргентини.

## Формат
Відбірковий турнір не проводився. Від участі у турнірі відмовилась Бразилія. В підсумку у турнірі взяло участь вісім учасників: Аргентина, Перу, Болівія, Еквадор, Колумбія Чилі, Парагвай і Уругвай, які мали провести один з одним матч за круговою системою. Переможець групи ставав чемпіоном. Два очки присуджувались за перемогу, один за нічиєю і нуль за поразку. У разі рівності очок у двох лідируючих команд призначався додатковий матч.

## Підсумкова таблиця
| Збірна    | І | В | Н | П | ГЗ | ГП | Р   | О  |
| --------- | - | - | - | - | -- | -- | --- | -- |
| Аргентина | 7 | 6 | 1 | 0 | 28 | 4  | +24 | 13 |
| Парагвай  | 7 | 5 | 1 | 1 | 16 | 11 | +5  | 11 |
| Уругвай   | 7 | 5 | 0 | 2 | 21 | 8  | +13 | 10 |
| Чилі      | 7 | 4 | 1 | 2 | 14 | 13 | +1  | 9  |
| Перу      | 7 | 2 | 2 | 3 | 12 | 9  | +3  | 6  |
| Еквадор   | 7 | 0 | 3 | 4 | 3  | 17 | −14 | 3  |
| Болівія   | 7 | 0 | 2 | 5 | 6  | 21 | −15 | 2  |
| Колумбія  | 7 | 0 | 2 | 5 | 2  | 19 | −17 | 2  |

| 30 листопада | Еквадор   | 2 | 2 | Болівія  |
| 2 грудня     | Уругвай   | 2 | 0 | Колумбія |
| 2 грудня     | Аргентина | 6 | 0 | Парагвай |
| 4 грудня     | Аргентина | 7 | 0 | Болівія  |
| 4 грудня     | Еквадор   | 0 | 0 | Колумбія |
| 6 грудня     | Перу      | 2 | 2 | Парагвай |
| 6 грудня     | Уругвай   | 6 | 0 | Чилі     |
| 9 грудня     | Чилі      | 2 | 1 | Перу     |
| 9 грудня     | Уругвай   | 3 | 0 | Болівія  |
| 11 грудня    | Чилі      | 3 | 0 | Еквадор  |
| 11 грудня    | Аргентина | 3 | 2 | Перу     |
| 13 грудня    | Колумбія  | 0 | 0 | Болівія  |
| 13 грудня    | Парагвай  | 4 | 2 | Уругвай  |
| 16 грудня    | Уругвай   | 6 | 1 | Еквадор  |
| 16 грудня    | Аргентина | 1 | 1 | Чилі     |
| 18 грудня    | Парагвай  | 3 | 1 | Болівія  |
| 18 грудня    | Аргентина | 6 | 0 | Колумбія |
| 20 грудня    | Еквадор   | 0 | 0 | Перу     |
| 20 грудня    | Парагвай  | 2 | 0 | Колумбія |
| 23 грудня    | Перу      | 5 | 1 | Колумбія |
| 23 грудня    | Парагвай  | 1 | 0 | Чилі     |
| 25 грудня    | Аргентина | 2 | 0 | Еквадор  |
| 26 грудня    | Уругвай   | 1 | 0 | Перу     |
| 27 грудня    | Перу      | 2 | 0 | Болівія  |
| 28 грудня    | Аргентина | 3 | 1 | Уругвай  |
| 29 грудня    | Парагвай  | 4 | 0 | Еквадор  |
| 29 грудня    | Чилі      | 4 | 1 | Колумбія |
| 31 грудня    | Чилі      | 4 | 3 | Болівія  |

## Чемпіон
| Чемпіон Південної Америки 1947 |
| ------------------------------ |
| Аргентина 9-й титул            |

Склад переможців: Хуліо Коцці, Обдуліо Діано — Хосе Маранте, Хуан Собреро, Ніколас Пальма, Хуан Кольман — Нестор Россі, Норберто Яконо, Анхель Перукка, Наталіо Песія, Оскар Састре, Ернесто Гутьєррес — Маріо Боє, Норберто Мендес, Альфредо Ді Стефано, Рене Понтоні, Хосе Морено, Каміло Сервіно, Фелікс Лусто, Маріо Фернандес, Франсиско Кампана, Есра Суед. Тренер — Гільєрмо Стабіле.

## Найкращі бомбардири
8 голів
- Ніколас Фалеро

6 голів
| - Альфредо ді Стефано | - Норберто Мендес | - Леокадіо Марін |

5 голів
- Хуан Баутіста Вільяльба

4 голи
| - Маріо Боє - Фелікс Лусто | - Рене Понтоні - Алехандріно Хенес | - Ектор Мальяно |